# Margarete Klose

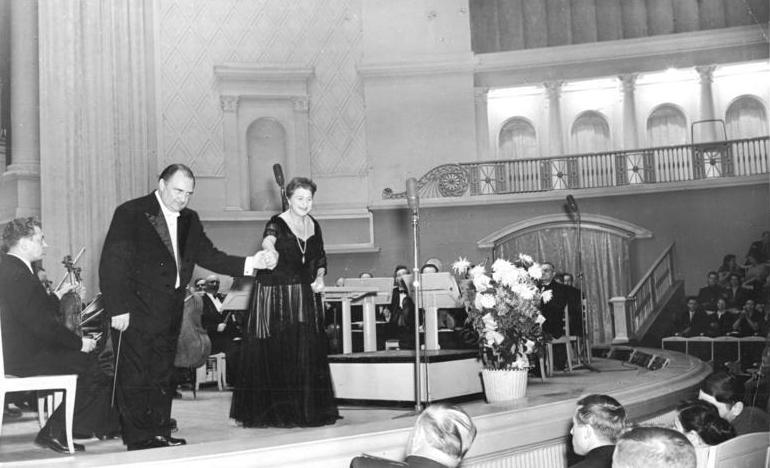
En la Unión Soviética en recital con Franz Konwitschny.

Margarete Klose (6 de agosto de 1899, Berlín – 14 de diciembre de 1968, Berlín) considerada la máxima mezzosoprano alemana de su época junto a la sueca Kerstin Thorborg. La buena ejecución de notas graves hacían de ella una solvente contralto.
La cantante berlinesa debutó en el teatro de Ulm en opereta y como Azucena en Il trovatore de Verdi en 1926. Posteriormente se unió a las compañías de Kassel y Mannheim en 1929.
En 1932 regresó a Berlín donde perteneció al elenco de la Ópera Estatal de Berlín hasta 1949 y luego en el período 1955-61. Allí fue dirigida por Wilhelm Furtwängler en Elektra como Klytamnestra y Erich Kleiber en Rienzi de Wagner.
Cantó además en la Ópera Estatal de Viena, Covent Garden, La Scala, Múnich, Hamburgo, San Francisco, Los Ángeles y el Teatro Colón de Buenos Aires en 1950 bajo la batuta de Karl Böhm en El anillo del nibelungo y la sacristana de Jenufa.
En el Festival de Bayreuth apareció entre 1936 y 1942 especialmente como Brangania de Tristán e Isolda y el Festival de Salzburgo (1949 y 1955).
Distinguida intérprete de lieder y oratorios.
En 1961 se retira de los escenarios para dedicarse a la enseñanza. En Salzburgo ofreció regularmente clases magistrales.
Falleció súbitamente en 1968 a los 69 años.

## Discografía de referencia
- Gluck - Orfeo ed Euridice (Rother/Berger, Streich)

- Strauss - Salome (Schröder 1952/Borkh, Lorenz, Frantz)

- Tchaikovsky - The Queen of Spades (Rother 1947/Schock, Grümmer, Prohaska, Nissen, Müller)

- Verdi - Aida (Schröder 1952/Kupper, Lorenz, Konszar, Ludwig)

- Verdi - Rigoletto (Heger 1944/Schlusnus, Berger/Greindl)

- Verdi - Rigoletto (Fricsay/Meternich, Schock, Streich)

- Wagner - Götterdämmerung Acto 3 (Heger 1944/Lorenz, Fuchs, Prohaska, Hofmann, Scheppan, Langhammer)

- Wagner - Lohengrin (Heger 1942/Völker, Müller, Hofmann, Prohaska)

- Wagner - Rienzi (Schüler 1941/Lorenz, Scheppan, Prohaska)

- Wagner - Tristan und Isolde (Beecham 1937 live/Flagstad, Melchior, Janssen, Nilsson)

- Wagner - Tristan und Isolde (Heger 1943/Lorenz, Buchner, Prohaska, Hofmann)

- Wagner - Tristan und Isolde (Furtwängler 1947 /Schlüter, Suthaus, Frick, Prohaska)

- Wagner - Tristan und Isolde (Knappertsbusch 1950 /Braun, Treptow, Frantz, Schöffler)

- Wagner - Die Walküre (Seidler-Winkler 1935 y 1938/Fuchs, Melchior, Lehmann, Hotter, List)

- Wagner - Die Walküre (Fricsay 1951/Suthaus, Müller, Buchner, Herrmann, Frick)

- Wagner - Die Walküre (Furtwängler 1954/Mödl, Rysanek, Frantz, Suthaus, Frick)

- Wagner- Der Ring des Nibelungen (Von Hoesslin 1930/Gottlieb, Kirchhoff, Weber)

- Wagner - Der Ring des Nibelungen (Furtwängler 1953/RAI)